# Grande Prêmio da Argentina de 1958
Resultados do Grande Prêmio da Argentina de Fórmula 1 realizado em Buenos Aires à 19 de janeiro de 1958. Foi a etapa de abertura da temporada e nela o britânico Stirling Moss entrou para a história como o autor da primeira vitória, não apenas da Cooper, mas de um carro com motor traseiro na história da categoria.

## Classificação da prova
| Pos. | Nº | Piloto             | Construtor    | Voltas | Tempo/Diferença | Grid | Pontos |
| ---- | -- | ------------------ | ------------- | ------ | --------------- | ---- | ------ |
| 1    | 14 | Stirling Moss      | Cooper-Climax | 80     | 2:19:33.7       | 7    | 8      |
| 2    | 16 | Luigi Musso        | Ferrari       | 80     | + 2.7           | 5    | 6      |
| 3    | 20 | Mike Hawthorn      | Ferrari       | 80     | + 12.6          | 2    | 4      |
| 4    | 2  | Juan Manuel Fangio | Maserati      | 80     | + 53.0          | 1    | 4      |
| 5    | 4  | Jean Behra         | Maserati      | 78     | + 2 voltas      | 4    | 2      |
| 6    | 8  | Harry Schell       | Maserati      | 77     | + 3 voltas      | 8    |        |
| 7    | 6  | Carlos Menditeguy  | Maserati      | 76     | + 4 voltas      | 6    |        |
| 8    | 10 | Paco Godia         | Maserati      | 75     | + 5 voltas      | 9    |        |
| 9    | 12 | Horace Gould       | Maserati      | 71     | + 9 voltas      | 10   |        |
| Ret  | 18 | Peter Collins      | Ferrari       | 0      | Semieixo        | 3    |        |

## Tabela do campeonato após a corrida
| Pos. | Piloto             | Pontos |
| ---- | ------------------ | ------ |
| 1    | Stirling Moss      | 8      |
| 2    | Luigi Musso        | 6      |
| 3    | Mike Hawthorn      | 4      |
| 4    | Juan Manuel Fangio | 4      |
| 5    | Jean Behra         | 2      |

| Pos. | Construtor    | Pontos |
| ---- | ------------- | ------ |
| 1    | Cooper-Climax | 8      |
| 2    | Ferrari       | 6      |
| 3    | Maserati      | 3      |

- Nota: Somente as primeiras cinco posições estão listadas. Apenas os seis melhores resultados, dentre pilotos ou equipes, eram computados visando o título. Neste ponto esclarecemos: na tabela dos construtores figurava somente o melhor resultado dentre os carros de um mesmo time.